# Nausea mattutina
La nausea mattutina è un sintomo molto comune durante la gravidanza, in particolar modo nei Primo trimestre di gravidanza. Può verificarsi al mattino o in qualsiasi altro momento della giornata. Una forma più grave della malattia è l'Iperemesi gravidica, che di solito causa anche una perdita di peso.
La causa della nausea mattutina è ancora sconosciuta, ma potrebbe essere correlata a livelli alterati dell'ormone gonadotropina corionica.